# 아스프리
아스프리(Asprey, 구 Asprey & Garrard Limited)는 영국에 본사를 둔 보석, 은식기류, 가정용품, 가죽제품, 시계 및 서적을 판매하는 디자이너, 제조업체 및 소매업체이다.
런던 메이페어에 주력 소매점을 두고 있는 아스프리는 왕실과 유명 인사 고객을 위한 고급 소매점이다. 웨일스 왕자로부터 왕실 보증서를 보유하고 있으며 제품 라인에서 포뮬러 원과 협력했다.